# Småpratarna

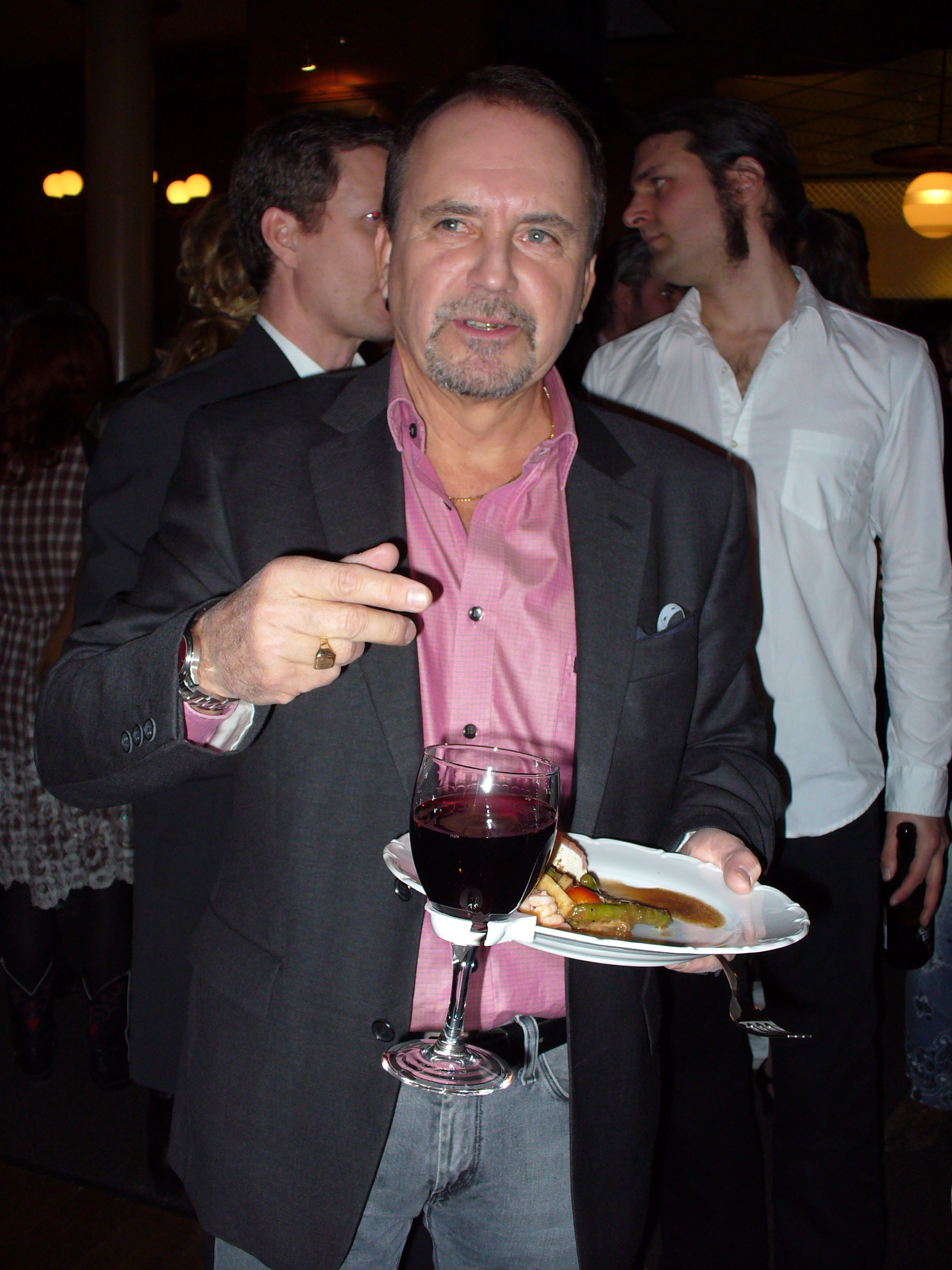
Peppe Eng i mars 2007

Småpratarna var ett svenskt lekprogram som producerades för TV4, där det ursprungligen sändes mellan 17 oktober 1993 och 3 november 1997. Renée Nyberg ledde den första säsongen 1993. Därefter återkom programmet 1996 med Peppe Eng som programledare i tre säsonger. Serien blev en framgång för TV4. Tävlingsmomentet består av att vuxna deltagare skulle gissa vilket ord olika barn försökte förklara betydelsen av. Det var Engs första programledarjobb på TV.